# Alconchel
Alconchel este un oraș din Spania, situat în provincia Badajoz din comunitatea autonomă Extremadura. Are o populație de 1.970 de locuitori (2007).